# 金甫娟
金甫娟、金甫姸或金甫妍（1957年12月31日—），大韓民國女演員，其他常見誤譯為金寶妍。出道初期以本名金福順進行演藝活動，於1977年才啟用藝名。成名於1970年代至1990年代，並獲得南韓三大獎百想藝術大獎、青龍電影獎與大鐘獎殊榮。

## 職涯
1974年以演出電影出道，1975年就讀安養藝術高等學校時，獲得電影獎學金。1976年通過MBC第8期藝人選拔，從演出《第3教室》開始於小螢幕亮相。
1977年6月1日起，啟用由伯父取的藝名「金甫娟」，同時憑藉日日連續劇《你》受到關注，演技收獲好評。此後，金甫娟躍升電影與電視劇的主演，並從電視劇《小媳婦》開始扮演成人角色。由於歌唱實力受到認可，金甫娟嘗試影歌雙棲，其翻唱朴椿石的歌曲《思春期》曾連續五週登上電視台人氣歌謠榜。
1978年，金甫娟先後以《你》獲得韓國演劇電影藝術賞（百想藝術大賞前身），以《諸葛孟順》獲得大鐘獎，成為當時炙手可熱的新人。1982年，憑藉電影《貧民窟的人們》登上大鐘獎影后，1991年憑電影《銀馬不會來》獲得青龍電影獎女配角賞，成為斬獲韓國三大影獎的一員。
由於謠言中傷，金甫娟曾一度中斷演藝事業，於1984年1月前往美國圖斯克魯姆大學進修，直到1987年才返回韓國，重返演藝圈。

## 個人生活
1978年3月，透過介紹認識的旅美青年向金甫娟求婚，1988年8月7日，金甫娟嫁給在路易斯安那州立大學攻讀遺傳工學博士的李時雨。1989年產下長女恩書，1993年產下次女恩祖。
金甫娟離婚後許久，在2003年MBC《聖女與魔女》和全盧民結識，發展為戀人，於2004年6月舉行婚禮。由於全盧民投身米酒事業，欠下大量的債務，兩人因此而發生爭執，於2012年離婚，結束8年婚姻生活。

## 演出作品

### 電視劇
- 1976年：MBC《第3教室（朝鲜语：제3교실）》
- 1976年：MBC《野玫瑰（朝鲜语：들장미 (드라마)）》飾演 小女兒[30]
- 1977年：MBC《你（朝鲜语：당신 (1977년 드라마)）》飾演 英花[17]
- 1978年：MBC《小媳婦》飾演 宗家小媳婦明熙
- 1979年：MBC《喜歡媽媽爸爸（朝鲜语：엄마, 아빠 좋아）》
- 1979年：MBC《你是誰》
- 1980年：MBC《終點（朝鲜语：종점 (드라마)）》
- 1980年：MBC《青春的肖像》
- 1981年：MBC《刀與露水》飾演 雪花
- 1982年：MBC《女人列傳（朝鲜语：여인열전 시리즈）－西宮娘娘（朝鲜语：서궁마마）》飾演 金介屎
- 1982年：MBC《國家呀》飾演 越南女子嵐
- 1983年：MBC《巨富實錄（朝鲜语：거부실록 시리즈）－貿易王崔鳳俊（朝鲜语：무역왕 최봉준）》
- 1983年：MBC《去過那（朝鲜语：다녀왔읍니다）》飾演 大女兒萬淑
- 1989年：MBC《燃燒之江》飾演 米粉
- 1990年：MBC《黑色的天空，黑色的鳥（朝鲜语：어둔 하늘 어둔 새）》飾演 洪怡淑
- 1991年：MBC《喜鵲兒媳（朝鲜语：까치 며느리）》飾演 李水晶
- 1991年：KBS《水之國（朝鲜语：물의 나라 (드라마)）》飾演 宋美蘭
- 1992年：SBS《小都市（朝鲜语：작은 도시）》
- 1992年：MBC《兩姊妹（朝鲜语：두 자매）》飾演 鄭善珠
- 1992年：MBC《兩個女人（朝鲜语：두 여자 (드라마)）》飾演 金英蕙
- 1994年：MBC《大姊（朝鲜语：큰 언니 (1994년 드라마)）》
- 1994年：MBC《淡雅的都市（朝鲜语：아담의 도시）》飾演 金順玉
- 1995年：MBC《唱一首歌（朝鲜语：노래 만들기）》
- 1995年：MBC《兩個爸爸（朝鲜语：두 아빠）》
- 1995年：MBC《第4共和國》飾演 西橋洞閔夫人
- 1996年：SBS《兄弟之江（朝鲜语：형제의 강）》飾演 徐玉妮
- 1996年：MBC《不離婚的理由（朝鲜语：이혼하지 않는 이유）》
- 1996年：SBS《騎單車的女人（朝鲜语：자전거를 타는 여자）》飾演 許蘭秀
- 1996年：KBS《媽媽出差中（朝鲜语：엄마는 출장중）》飾演 吳賢珠
- 1997年：SBS《在東》飾演 梁末順
- 1997年：SBS《鄰居的女人（朝鲜语：이웃집 여자）》飾演 朴盧順
- 2001年：SBS《李夫婦的生活（朝鲜语：이 부부가 사는 법）》飾演 朴金子
- 2001年：SBS《華麗的時節（朝鲜语：화려한 시절）》飾演 楊夫人
- 2002年：SBS《冰花（朝鲜语：얼음꽃 (드라마)）》飾演 柳在芬
- 2003年：MBC《順德（朝鲜语：순덕이）》飾演 韓明珍
- 2003年：MBC《聖女與魔女（朝鲜语：성녀와 마녀 (드라마)）》飾演 裴女士
- 2003年：SBS《千年之愛》飾演 智伊柯
- 2004年：SBS《小島老師》飾演 外叔母
- 2004年：KBS《致父親母親》飾演 安今珠
- 2006年：SBS《雪花》飾演 崔正善
- 2006年：MBC《有多愛（朝鲜语：얼마나 좋길래）》飾演 申貴女
- 2006年：SBS《再次微笑》飾演 莎拉鄭（鄭禮芬）
- 2006年：KBS《黃真伊》飾演 梅香
- 2007年：MBC《阿峴洞夫人》飾演 慧娜的母親
- 2007年：KBS《媳婦的全盛時代》飾演 允仁慶
- 2007年：SBS《大老婆的反擊》飾演 花莘的繼母（特別演出）
- 2007年：SBS《那女人好可怕》（特別演出）
- 2008年：KBS《戀愛結婚》飾演 康萱的母親
- 2008年：SBS《鴨綠江流（朝鲜语：압록강은 흐른다）》飾演 申女士
- 2008年：KBS《即使恨也要再愛一次》飾演 殷蕙廷（日日劇版）[註 1]
- 2010年：MBC《黃金魚》飾演 李世琳
- 2011年：SBS《新妓生傳》飾演 吳華蘭
- 2011年：MBC《不屈的兒媳婦》飾演 車順子
- 2011年：MBC《危險的女人》飾演 尹度熙
- 2012年：MBC《神的晚餐》飾演 白雪熙
- 2012年：SBS《電視劇帝王》飾演 趙英恩（客串）
- 2012年：JTBC《無子無懮》飾演 詠嫻母（客串）
- 2013年：MBC《百年的遺產》飾演 金明順（客串）
- 2013年：MBC《歐若拉公主》飾演 黃詩夢
- 2013年：KBS《漂亮男人》飾演 羅虹蘭
- 2014年：MBC《Mr. Back》飾演 朴設計師（客串）
- 2015年：MBC《不屈的車女士》飾演 車美蘭女士
- 2015年：OCN《我的美麗新娘》飾演 文仁淑（特別演出）
- 2015年：KBS《奇怪的兒媳》飾演 張美姬
- 2016年：MBC《Monster》飾演 黃貴子
- 2016年：MBC《購物王路易》飾演 申英愛
- 2017年：MBC《你太過分了》飾演 白美淑
- 2018年：JTBC《Misty》飾演 姜太昱的母親
- 2020年：tvN《一半的一半》飾演 文正男
- 2020年：KBS2《結過一次了》飾演 崔允貞
- 2020年：TV朝鮮《風雲碑》飾演 趙大妃
- 2021年：TV朝鮮《結婚作詞，離婚作曲》飾演 金冬美（兩季）
- 2021年：JTBC《妳的倒影》飾演 朴英善
- 2022年：KBS2《魔咒的戀人》飾演 殷玉珍

### 電影
- 1974年：《愛情開花的季節（朝鲜语：애정이 꽃피는 계절）》飾演 女學生
- 1976年：《真的真的別忘記（朝鲜语：진짜 진짜 잊지마）》
- 1976年：《媽媽與兒子（朝鲜语：어머니와 아들）》
- 1976年：《真的真的很抱歉（朝鲜语：진짜 진짜 미안해）》
- 1977年：《愛情的季節（朝鲜语：사랑의 계절 (1977년 영화)）》
- 1977年：《女高漢子（朝鲜语：여고 얄개）》飾演 信愛
- 1978年：《我們的高校時代（朝鲜语：우리들의 고교시대）》
- 1978年：《諸葛孟順（朝鲜语：제갈맹순이）》飾演 孟順
- 1979年：《屬馬的兒媳（朝鲜语：말띠 며느리）》
- 1979年：《花圃裡的蝴蝶（朝鲜语：꽃밭에 나비）》飾演 玫瑰
- 1980年：《女人的這種苦痛（朝鲜语：여자의 이 아픔을）》飾演 允熙
- 1980年：《地聲（朝鲜语：땅울림 (영화)）》
- 1980年：《奔跑吧風扇（朝鲜语：달려라 풍선）》飾演 達淑
- 1980年：《風吹好日子（朝鲜语：바람 불어 좋은 날 (영화)）》飾演 柳小姐
- 1982年：《貧民窟的人們（朝鲜语：꼬방동네 사람들）》飾演 明淑
- 1982年：《大學漢子（朝鲜语：대학 얄개）》
- 1983年：《吳夫人的外出（朝鲜语：오마담의 외출）》飾演 吳可熙
- 1987年：《你好上帝（朝鲜语：안녕하세요 하나님）》飾演 春子
- 1988年：《女人呼吸的森林（朝鲜语：여자가 숨는 숲）》
- 1988年：《女人世上（朝鲜语：여자 세상）》飾演 柳娜英
- 1990年：《真由美（朝鲜语：마유미 (영화)）》飾演 金順喜
- 1990年：《我的愛，我的新娘》飾演 崔小姐
- 1991年：《銀馬不會來（朝鲜语：은마는 오지 않는다）》飾演 龍女
- 1991年：《通往賽馬場的路（朝鲜语：경마장 가는 길）》飾演 R的妻子
- 1994年：《重鳥（朝鲜语：무거운 새）》飾演 英愛
- 1994年：《年輕男子（朝鲜语：젊은 남자）》飾演 孫室長
- 1995年：《天才宣言（朝鲜语：천재 선언）》飾演 雪姬
- 1995年：《像狗般日子的午後（朝鲜语：개 같은 날의 오후）》飾演 恩珠的媽媽朴順子
- 1997年：《裙子裡的戲劇（朝鲜语：스커트 속의 드라마）》
- 2004年：《下流人生（朝鲜语：하류인생）》（聲演）
- 2004年：《那小子真帥（朝鲜语：그 놈은 멋있었다 (영화)）》飾演 藝媛的母親（特別演出）
- 2004年：《狼的誘惑》飾演 媽媽（特別演出）
- 2005年：《刑事：Duelist（朝鲜语：형사 Duelist）》飾演 長衣女子（特別演出）
- 2006年：《元卓的天使（朝鲜语：원탁의 천사）》飾演 元卓的母親
- 2009年：《不信地獄（朝鲜语：불신지옥）》飾演 熙珍
- 2010年：《出雲之月（朝鲜语：구르믈 버서난 달처럼 (영화)）》飾演 妓生老鴇（友情演出）
- 2010年：《優格大嬸（朝鲜语：요쿠르트 아줌마）》飾演 英善
- 2011年：《與敵同寢（朝鲜语：적과의 동침 (2011년 영화)）》飾演 月善（特別演出）
- 2011年：《陽光姊妹淘》（特別演出）
- 2011年：《白鯨（朝鲜语：모비딕 (2011년 영화)）》飾演 趙部長
- 2012年：《我的PS搭檔》飾演 允貞的母親（特別演出）
- 2015年：《性福大作戰（朝鲜语：워킹걸 (2015년 영화)）》飾演 尹冠順女士
- 2019年：《孩子的自白》飾演 法官（特別演出）
- 2022年：《感動警報》飾演 光泰的母親（特別演出）

## 榮譽
| 年度 | 大獎                     | 獎項                        | 作品                 | 結果 |
| ---- | ------------------------ | --------------------------- | -------------------- | ---- |
| 1977 | MBC演藝大獎              | 藝人部門 新人賞             | 《你》               | 獲獎 |
| 1978 | 第14屆韓國演劇電影藝術賞 | TV部門 女子新人演技賞       | 《你》               | 獲獎 |
| 1978 | 第17屆大鐘獎             | 新人女演員賞                | 《諸葛孟順》         | 獲獎 |
| 1980 | 第19屆大鐘獎             | 女主角賞                    | 《奔跑吧風扇》       | 提名 |
| 1982 | 第21屆大鐘獎             | 女主角賞                    | 《貧民窟的人們》     | 獲獎 |
| 1983 | 第2屆我們的明星賞（우리들의 스타상）    | 演藝記者賞                  |                      | 獲獎 |
| 1983 | 第6屆首爾國際歌謠祭大賞  | 金賞                        | 〈愛情是生命之花〉   | 獲獎 |
| 1991 | 第12屆青龍電影獎         | 女配角賞                    | 《銀馬不會來》       | 獲獎 |
| 1991 | 第2屆春史電影獎          | 女配角賞                    | 《銀馬不會來》       | 獲獎 |
| 1992 | 第13屆青龍電影獎         | 女配角賞                    | 《通往賽馬場的路》   | 提名 |
| 1992 | 第3屆春史電影獎          | 女配角賞                    | 《通往賽馬場的路》   | 獲獎 |
| 1993 | 釜山電影評論家協會獎     | 最優秀女配角賞              | 《通往賽馬場的路》   | 獲獎 |
| 1995 | 第33屆大鐘獎             | 女配角賞                    | 《年輕男子》         | 提名 |
| 1995 | 第6屆春史電影獎          | 女子優秀演技賞              | 《像狗般日子的午後》 | 獲獎 |
| 1996 | 第34屆大鐘獎             | 女配角賞                    | 《像狗般日子的午後》 | 提名 |
| 2009 | 第18屆釜日電影獎         | 女配角賞                    | 《不信地獄》         | 獲獎 |
| 2009 | 第32屆黃金攝影獎         | 最優秀人氣女演員賞          | 《不信地獄》         | 獲獎 |
| 2009 | 第46屆大鐘獎             | 女配角賞                    | 《不信地獄》         | 提名 |
| 2009 | 第30屆青龍電影獎         | 女配角賞                    | 《不信地獄》         | 提名 |
| 2010 | MBC演技大獎              | 連續劇部門 女子黃金演技賞   | 《黃金魚》           | 獲獎 |
| 2012 | MBC演技大獎              | 特別企劃部門 女子優秀演技賞 | 《神的晚餐》         | 提名 |
| 2013 | MBC演技大獎              | 女子黃金演技賞              | 《歐若拉公主》       | 獲獎 |
| 2016 | MBC演技大獎              | 特別企劃部門 女子黃金演技賞 | 《Monster》          | 提名 |
| 2017 | MBC演技大獎              | 週末劇部門 女子黃金演技賞   | 《你太過分了》       | 提名 |

## 備註
1. ↑  因KBS臨時廢止KBS 2TV日日連續劇而拍攝中斷，[31]後重新編製為水木劇而重新選角。[32][33]

## 外部連結
- 金甫娟的Instagram帳戶
- 金甫娟在韩国电影数据库（KMDb）上的資料（韓語）
- 金福順在韩国电影数据库（KMDb）上的資料（韓語）
- 金甫娟 （页面存档备份，存于）在NAVER上的資料
- 金甫娟在Daum上的資料